# 饒雪漫
饒雪漫（じょう せつまん、1972年12月11日—）は、中華人民共和国の小説家。

## 経歴
1972年、四川省自貢市に出生する。
1994年、四川理工学院人文学院文学系卒業。

## 作品一覽
- 『小妖の金色城堡』
- 『校服の裙擺』
- 『左耳』
- 『左耳終結』
- 『左耳前伝』
- 『沒有人像我壹樣』
- 『砂時計Ⅰ』
- 『砂時計II』
- 『砂時計III』
- 『甜酸』
- 『離歌I』
- 『離歌II』
- 『離歌Ⅲ』
- 『唱情歌』
- 『秘果』
- 『左半邊翅膀』
- 『那些不能告訴大人の事』
- 『鬥魚』
- 『雀斑』
- 『十年』
- 『臨暗』
- 『我是女巫我怕誰』
- 『若即若離』
- 『揮著翅膀の女孩』
- 『想壹個男生』
- 『我是壞女生』

## 映像化された作品
- 『左耳』 - 出演：馬思純、陳都靈、歐豪、楊洋、段博文、胡夏、關曉彤。監督：蘇有朋。[1][2]